# 皮奇瓜區
皮奇瓜區（西班牙語：Distrito de Pichigua），是秘魯的一個區，位於該國南部庫斯科大區的埃斯皮納爾省，始建於1834年8月29日，面積288.76平方公里，海拔高度3,870米，2005年人口3,791，人口密度每平方公里13人。